# 瓦拉·弗洛萨多蒂尔
瓦拉·弗洛萨多蒂尔（1978年2月16日—），冰岛前女子田径运动员。她曾代表冰岛参加2000年夏季奥林匹克运动会田径比赛，获得女子撑杆跳高铜牌。